# الطريق الأوروبي E85
الطريق الأوروبي E85 هو طريق من شبكة الطرق الأوروبية الدولية. وهو عبارة عن سلسلة من الطرق الرئيسية في أوروبا. يبدأ من كلايبيدا (ليتوانيا) ويمتد جنوبًا عبر بيلاروسيا وأوكرانيا ورومانيا وبلغاريا إلى اليونان وينتهي في ألكساندروبولي. يبلغ طوله 2314 كم (1438 ميل).